# 絶望に効くクスリ
『絶望に効くクスリ』（ぜつぼうにきくクスリ）は、『週刊ヤングサンデー』に連載されていた山田玲司著のドキュメンタリー対談漫画。
内容は山田玲司が様々な現場でそれぞれの人生を歩んできた人々を訪ね、その生き方に触れ、“絶望”が先立つ世の中に効く“クスリ”を探して回るストーリーになっている。
世の中に絶望している人が生き抜く希望を見出すために、著名人と対談していく作品だが、山田自身もスゴイ人に会うことで、救われることを望んでいる。実際、山田自身が鬱にかかっている場面から始まる回が多い。
連載当初は山田やライター「さとひゅ」などといったレギュラーキャラは大きくリアルに書かれていたが、次第に小さく簡易的な絵が多くなる。
2010年から2012年9月まで、『FLASH』にて続編の『絶望に効く薬 敗者復活編』が連載された。

## 登場人物
各登場人物の肩書・役職は単行本発売時のデータに準ずる。
Vol.1【第1夜 - 第11夜】
- 山田玲司（漫画家）
- みうらじゅん（漫画家）
- 秋山竜次・虻川美穂子（「はねるのトびら」メンバー）
- 栗原すみ子（占い師「新宿の母」）
- 井上雄彦（漫画家）
- 白石康次郎（海洋冒険家）
- 七海龍一（カリスマホスト）
- 長島一由（逗子市長）
- 中村征夫（水中写真家）
- 木下デヴィット（プロサーファー）
- 関野吉晴（文化人類学者「グレートジャーニー」）

Vol.2【第12夜 - 第20夜】
- 忌野清志郎（バンドマン）
- 宮藤官九郎（脚本家／俳優）
- 坂本洋子（里親）
- 木村雅史（グリーンピース・ジャパン元事務局長）
- 田邉亜紀子（アクセサリー・デザイナー）
- 花輪壽彦（北里研究所東洋医学総合研究所）
- 町田康（作家／詩人／歌手）
- 林巧（小説家）
- 荒俣宏（作家／翻訳家／博物学研究家）

Vol.3【第21夜 - 第29夜】
- 城彰二（サッカー元日本代表）
- 佐藤未光（医師／同性間性的接触によるHIV感染予防に関する啓発センターakta代表）
- 五味太郎（絵本作家）
- さかなクン（魚業界ポップスター&イラストレーター）
- 加藤登紀子（歌手）
- 伊藤嘉明（日本コカ・コーラ株式会社元環境経営グループ部長）
- 玄侑宗久（禅僧／作家）
- 畑村洋太郎（失敗学会会長／東京大学名誉教授）
- 日高正博（スマッシュ代表）

Vol.4【第30夜 - 第39夜】
- 糸井重里（コピーライター）
- 岩瀬公一（文部科学省宇宙開発利用課長）
- 沖田耕一（宇宙航空研究開発機構勤務）
- 今宮純（モータースポーツ・ジャーナリスト）
- 小黒一三（『ソトコト』編集長）
- 寺門琢己（整体師）
- 大西健丞（ピース ウィンズ・ジャパン統括責任者）
- 哀川翔（役者）
- 岸裕司（秋津コミュニティ顧問）
- 水木しげる（漫画家）

Vol.5【第40夜 - 第50夜】
- 富野由悠季（アニメーション監督／作詞家／小説家）
- 西原由記子（自殺防止センター創設者）
- 千葉麗子（チェリーベイブ社長／ヨーガインストラクター）
- 森毅（数学者／哲学者）
- 伊東明（心理学者／東京心理コンサルティング代表）
- 渡部陽一（戦場カメラマン）
- 辻元清美（衆議院議員／NPOコーディネーター）
- 佐藤琢磨（F1ドライバー）
- 重松清（作家）
- 押川剛（コンビンサー／トキワ精神保健事務所代表）
- ブル・デービッド（木版画家）

Vol.6【第51夜 - 第59夜】
- 河合隼雄（臨床心理学者／文化庁長官）
- よしもとばなな（作家）
- 下村実（海遊館飼育展示部係長）
- 程一彦（料理研究家）
- K DUB SHINE（MC（ラッパー））
- てんつくマン（軌保博光改め、映画監督／路上詩人）
- 辻井喬（堤清二、詩人／作家）
- 三田智子（1998,2000年NFLダラスカウボーイズ・チアリーダー）
- 永田照喜治（永田農法創始者）

Vol.7【第60夜 - 第68夜】
- ボビー・バレンタイン（千葉ロッテマリーンズ監督）
- 大槻ケンヂ（ミュージシャン／作家）
- 小山内美江子（脚本家）
- C・W・ニコル（作家／冒険家）
- 藤村靖之（発明家）
- レシャード・カレッド（医師）
- 寺脇研（文部科学省大臣官房広報調整官）
- 飯島博（NPOアサザ基金代表理事）
- 山田バウ（OPEN JAPAN代表）

Vol.8【第69夜 - 第77夜】
- オノ・ヨーコ（前衛アーティスト）
- エリコ・ロウ（ジャーナリスト／作家／翻訳家）
- 西きょうじ（カリスマ予備校教師）
- 李禹煥（現代美術作家）
- タケカワユキヒデ（シンガーソングライター）
- 高樹沙耶（女優）
- 蟹江雅彦（元国際連合世界食糧計画WFP協会専務理事）
- 芳賀洋一（東北大学先進医工学研究機構）
- 木村浩一郎（デザイナー）

Vol.9【第78夜 - 第85夜】
- ほっしゃん。（お笑いタレント）
- 角川春樹（出版社特別顧問／映画プロデューサー）
- 高見映（俳優／作家）
- 高城剛（映像作家／ハイパーメディア・クリエイター）
- 岡田斗司夫（評論家／作家）
- 高木ブー（ミュージシャン／タレント）
- 草間吉夫（大学講師／茨城県高萩市長）
- 高木善之（NPO法人代表）

Vol.10【第86夜 - 第93夜】
- 養老孟司（解剖学者）
- 土屋敏男(T部長)（日本テレビ）
- アキコ・カンダ（ダンサー／振付家）
- 猪瀬直樹（作家）
- 宮城まり子（作家）
- 野村義男（ギタリスト）
- 伊勢華子（文筆家）
- 舘野泉（ピアニスト）

Vol.11【第94夜 - 第102夜】
- 手塚眞（ヴィジュアリスト）
- 林達雄（医師／アフリカ日本協議会代表）
- ケラリーノ・サンドロヴィッチ（劇作家・演出家・ミュージシャン）
- 団鬼六（作家）
- 古居みずえ（フォト・ジャーナリスト）
- オリバー・ストーン（映画監督）
- 吉田恵美子（海女）
- 三池崇史（映画監督）
- 登川誠仁（ミュージシャン）

Vol.12【第103夜 - 第109夜】
- 山本寛斎（デザイナー／プロデューサー）
- ♪鳥くん（野鳥研究家／シンガーソングライター）
- フィリップ・ドゥクフレ（演出・振付家／ダンサー）
- 山本譲司（福祉活動家／元衆議院議員）
- ジョージさん・つねさん（コラムニスト）
- 竹内久美子（動物行動学研究家／エッセイスト）
- 酒井雄哉（天台宗大阿闍梨／権大僧正）

Vol.13【第110夜 - 第116夜】
- 大橋マキ（アロマセラビスト）
- 古澤巌（ヴァイオリニスト）
- 上田誠仁（山梨学院大学教授・陸上競技部監督）
- 平野悠（LOFT PROJECT代表）
- 柳美里（作家）
- 太田光代（タイタン代表取締役）
- 瀬戸内寂聴（作家／僧侶）

Vol.14【第117夜 - 第124夜】
- 加藤健二（元ホテルマン）
- 金井重（旅人）
- 鮎川誠（シーナ&ザ・ロケッツリーダー／ギタリスト）
- 山田真哉（公認会計士）
- 山下洋輔（ジャズピアニスト／作曲家）
- ニール・ゲイマン（SF作家／脚本家）
- 前川真悟（かりゆし58ヴォーカル・ベース）
- 田中優（未来バンク事業組合理事長）

Vol.15【第125夜 - 第146夜 + 最終夜】
- 紀藤正樹（弁護士）
- 須藤元気（作家／元総合格闘家）
- 島田陽子（女優）
- 堀井雄二（ゲームデザイナー）
- 趙治勲（囲碁プロ棋士）
- フィリップ・ジャンティ・カンパニー（パフォーマンス・グループ）
- ルネ・ヴァン・ダール・ワタナベ（占星術師）
- 杉本脩子（NPO法人全国自死遺族総合支援センター代表）
- 雨宮処凛（作家）
- ちばてつや（漫画家）
- 江守正多（国立環境研究所地球環境研究センター温暖化リスク評価研究室室長）
- 元ちとせ（歌手）
- ジャネット・リー・ケアリー（作家）
- 森達也（作家／映画監督）
- 井田茂（惑星科学者）
- 枝廣淳子（環境ジャーナリスト／翻訳家）
- 吉俣良（作曲家）
- 加藤大基（医師）
- フランク・マーシャル（映画プロデューサー／監督）
- キャスリーン・ケネディ（映画プロデューサー）
- ひろさちや（宗教評論家）
- シャーリーズ・セロン（女優）
- 太田光（お笑いタレント）

単行本未収録
- 村上龍（作家）
- 長沢育文（日本空撮システム代表／発明家）

## ISBN
1. Vol.1 ISBN 978-4091538116
2. Vol.2 ISBN 978-4091538123
3. Vol.3 ISBN 978-4091538130
4. Vol.4 ISBN 978-4091538147
5. Vol.5 ISBN 978-4091538154
6. Vol.6 ISBN 978-4091538161
7. Vol.7 ISBN 978-4091510921
8. Vol.8 ISBN 978-4091511201
9. Vol.9 ISBN 978-4091511867
10. Vol.10 ISBN 978-4091512093
11. Vol.11 ISBN 978-4-09-151255-0
12. Vol.12 ISBN 978-4-09-151294-9
13. Vol.13 ISBN 978-4-09-151335-9
14. Vol.14 ISBN 978-4091513656
15. Vol.15 ISBN 978-4091514165